# Vegreville
Vegreville es un pueblo canadiense situado en la provincia de Alberta.

## Superficie
Vegreville tiene una superficie de 14,08 km².

## Demografía
En 2021, tenía 5689 habitantes, una densidad poblacional de 404 hab./km², y 2735 viviendas.